# Meiopriapulomorpha
Meiopriapulomorpha is een orde in de taxonomische indeling van de peniswormen (Priapulida).

## Taxonomie
- Orde Meiopriapulomorpha
  - Familie Meiopriapulidae
    - Geslacht Meiopriapulus
      - Meiopriapulus fijiensis